# Russell Brock
Russell Claude Brock, baron Brock (24 octobre 1903 - 3 septembre 1980) est un chirurgien thoracique et cardiaque britannique de premier plan et l'un des pionniers de la chirurgie moderne à cœur ouvert.

## Biographie
Il est né à Londres en 1903, fils d'Herbert Brock, un maître photographe, et de sa femme, Elvina Carman. Il est le deuxième de six fils et le quatrième de huit enfants. Il fait ses études à la Haselrigge Road School, Clapham, puis au Christ's Hospital, Horsham, où il devient plus tard un aumônier (gouverneur). Il entre à la Guy's Hospital Medical School en 1921 à l'âge de 17 ans avec une bourse. Il obtient les diplômes LRCP (Lond.) et MRCS (Eng.) 1926, et son diplôme MB, BS avec mention en médecine, chirurgie et anatomie en 1927. Il est nommé démonstrateur en anatomie et en pathologie chez Guy et passe le FRCS (Ing.) en 1929 ,.
Brock est élu à une bourse de voyage Rockefeller et travaille dans le service de chirurgie d'Evarts Graham à Saint-Louis, Missouri, en 1929-1930. Là, il développe un intérêt permanent pour la Chirurgie thoracique. Il retourne à Guy's en tant que registraire et tuteur en chirurgie en 1932 et est nommé chercheur associé de l'Association des chirurgiens de Grande-Bretagne et d'Irlande. Il remporte le prix Jacksonian du Royal College of Surgeons of England en 1935 et est élu professeur Hunterian en 1938. Il est chirurgien thoracique consultant au London County Council et chirurgien au ministère des Pensions à l'hôpital de Roehampton en 1936–1945; chirurgien aux hôpitaux Guy's et Brompton de 1936 à 1968. Pendant la Seconde Guerre mondiale, il est également chirurgien thoracique et conseiller régional en chirurgie thoracique auprès du service médical d'urgence de la région de Guy. Fort de cette expérience, il publie en 1946 un livre sur l'anatomie bronchique qui devient un classique,.
En 1947, Thomas Holmes Sellors (1902–1987) de l'hôpital Middlesex opère un patient atteint de tétralogie de Fallot avec une sténose pulmonaire et réussit à diviser la valve pulmonaire sténosée. En 1948, Brock, ignorant probablement les travaux de Sellor, utilise un dilatateur spécialement conçu dans trois cas de sténose pulmonaire. Plus tard en 1948, il conçoit un poinçon pour réséquer la sténose du muscle infundibulaire qui est souvent associée à la tétralogie de Fallot.
Toujours en 1948, il est l'un des quatre chirurgiens qui effectuent avec succès des opérations pour une sténose mitrale résultant d'un rhumatisme articulaire aigu. Horace Smithy (en) (1914–1948) de Charlotte, relance une opération due à Elliott Cutler (en) de l'hôpital Peter Bent Brigham en retirant une partie de la valve mitrale. Charles Bailey (1910–1993) à l'hôpital Hahnemann de Philadelphie, Dwight Harken à Boston et Russell Brock à Guy's adoptent tous la technique de fracture du doigt utilisée pour la première fois par Henry Souttar en 1925. Tous commencent à travailler indépendamment les uns des autres, en quelques mois. Cette dernière technique est largement adoptée bien qu'il y ait eu des modifications. Souttar est le pionnier de la méthode chez un patient et le patient s'en sort bien, mais ses collègues médecins à l'époque estiment que ce n'est pas justifié et qu'il ne pouvait pas continuer,. Ensemble, ils créent une tradition thérapeutique entièrement nouvelle. Plusieurs milliers de ces opérations "à l'aveugle" sont réalisées jusqu'à ce que l'introduction du pontage cardiaque rende possible la chirurgie directe sur les valves.
Inspiré par des chaires d'échange entre lui-même et Alfred Blalock de l'hôpital Johns Hopkins de Baltimore, Brock introduit également de nouveaux développements, notamment l'hypothermie et la machine cœur-poumon, au fur et à mesure de leur apparition, permettant d'effectuer directement des opérations.
Il reçoit la médaille Lister 1966 pour ses contributions à la science chirurgicale. La conférence Lister correspondante, donnée au Royal College of Surgeons of England, est prononcée le 4 avril 1967 et s'intitule «Surgery and Lister».
Il siège au Conseil du Collège royal des chirurgiens d'Angleterre, 1949-1967, et en est vice-président 1956-58 et président 1963-66, et directeur du département des sciences chirurgicales établi pendant sa présidence. Il est fait chevalier le 6 juillet 1954 et est créé pair à vie, avec le titre de baron Brock de Wimbledon dans le London Borough of Merton le 5 juillet 1965.
En dehors de son travail professionnel, il développe une connaissance considérable des meubles anciens et des estampes, ainsi que de l'histoire, en particulier de l'histoire locale et médicale. Il siège à l'organe directeur du Private Patients Plan et en est le président (1967-1977) ,. Il est responsable de la découverte et de la restauration, sur le site de Guy, d'un bloc opératoire du XVIIIe siècle qui faisait autrefois partie de l'ancien hôpital Saint-Thomas.
En 1927, il épouse Germaine Louise Ladavèze (décédée en 1978). Ils ont trois filles. En 1979, il épouse Chrissie Palmer Jones. Brock est décédé à l'hôpital Guy le 3 septembre 1980.